# 李连璧
李连璧（1917年12月2日—），一作李连壁，男，陕西华阴人，中华人民共和国政治人物、外交官。第七届全国人大代表。

## 生平
1936年12月加入中国共产党。
1971年10月25日中华人民共和国与比利时王国建交后，开始派遣驻比利时特命全权大使。1972年11月中国与卢森堡大公国建交后，驻比利时大使兼任驻卢森堡大使，李连璧担任首任大使。1976年，接替吕志先担任中华人民共和国驻刚果共和国大使。1980年，由胡叔度接任。
1980年任陕西省人民政府副省长。1983年当选为省第六届陕西省人大常委会副主任。